# فرودگاه سنت الفنس/لک کلوتیر واتر
فرودگاه سنت الفنس/لک کلوتیر واتر (به انگلیسی: Saint-Alphonse/Lac Cloutier Water Aerodrome) یک فرودگاه خصوصی است که یک باند فرود آب دارد. این فرودگاه در کشور کانادا قرار دارد و در ارتفاع ۲۱۹ متری از سطح دریا واقع شده است.